# Visayas Orientale
Visayas Orientale (in tagalog: Silangang Kabisayaan; in inglese Eastern Visayas) è la regione orientale dell'arcipelago filippino delle Visayas, macroregione del centro delle Filippine.
Le province che fanno capo a questa regione, ufficialmente la Regione VIII, sono Samar, Samar Settentrionale ed Samar Orientale nell'isola di Samar, Leyte e Southern Leyte nell'isola di Leyte, e Biliran nell'isola omonima.

## Geografia fisica

### Territorio
La regione è la più ad est delle Visayas, nel centro delle Filippine. 
È composta da due isole maggiori, Samar e Leyte, ed una minore, Biliran. La più orientale, sul Mar delle Filippine è l'isola di Samar (13.000 km²), separata a nord dal lembo meridionale dell'isola di Luzon tramite lo stretto di San Bernardino, ad ovest dall'isola di Leyte per mezzo dello stretto di San Juanico, mentre a sud-ovest si riapre verso il mare aperto con il golfo di Leyte.
Leyte (7.368 km²) è collegata a Samar dal ponte di San Juanico che supera lo stretto omonimo, ha una forma molto allungata in direzione nord-sud e sullo stretto di Surigao lambisce le coste della provincia di Surigao del Norte nell'isola di Mindanao a sud. Ad est si affaccia sulla regione di Visayas Centrale e in particolare sulle isole di Cebu e Bohol. A nord si estende verso l'isola di Masbate lasciandosi ad est l'isola vulcanica di Biliran (555 km²), separata dallo stretto omonimo e congiunta da un ponte.

### Clima
La regione è molto esposta agli eventi temporaleschi provenienti da est, dall'Oceano Pacifico. A volte veri e propri tifoni che possono procurare pesanti conseguenze alla popolazione. Eccessi climatici a parte, da considerarsi comunque non del tutto eccezionali in questa zona, le piogge qui sono molto abbondanti durante quasi tutto l'anno.

### Suddivisioni amministrative
La regione si divide in 6 province. Vi sono 4 città componenti e 139 municipalità.

#### Province
- Biliran
- Eastern Samar
- Leyte
- Northern Samar
- Samar
- Southern Leyte

#### Città
- Borongan (Eastern Samar)
- Calbayog (Samar)
- Maasin (Southern Leyte)
- Ormoc (Leyte)
- Tacloban (Leyte)

## Società

### Lingue e dialetti
La lingua più diffusa è il waray-waray, parlato a Samar e nelle parti orientali di Biliran e della provincia di Leyte. Il cebuano è parlato prevalentemente nel resto della regione. In ogni caso sono due lingue della stessa famiglia (Lingue visayane). Di diversa origine (Lingue di Sama) è l'abaknon parlato nell'isola di Capul nel Northern Samar, presso lo stretto di San Bernardino.

## Economia
È molto sviluppata la pesca, anche nelle acque interne. Vengono inoltre sfruttate le foreste e dal suolo sono estratti cromite, nichel, argilla, calcare, carbone, pirite, sabbia e ghiaia. Tra i prodotti agricoli ci sono mais, riso, canna da zucchero e noci di cocco.
In crescita l'artigianato e il turismo; le industrie possono beneficiare dell'abbondanza di acqua e delle risorse geotermiche della regione.
Tutta la regione ha come punto di riferimento per gli investimenti ed i commerci la città di Cebu.